# Michel Clemenceau
Pour les articles homonymes, voir Clemenceau (homonymie).
Michel Clemenceau, né le 24 novembre 1873 à La Réorthe (Vendée) et mort le 4 mars 1964 à Moret-sur-Loing (Seine-et-Marne), est un homme politique français.
Fils de Georges Clemenceau, il est notamment député entre 1945 et 1951.

## Biographie

### Famille et carrière
Fils de Georges Clemenceau et de l'Américaine Mary Plummer, Michel Clemenceau passe une partie de son enfance auprès de son grand-père paternel Benjamin dans le manoir familial de l'Aubraie, située à Féole de La Réorthe (Vendée).
Indiscipliné, renvoyé de plusieurs établissements, dont l'école Monge de Paris, vers 1888 il est finalement envoyé par son père à Zurich afin d'y suivre les cours d'un professeur particulier, puis ceux de l'Institut agronomique, dont il sort diplômé ingénieur agronome en 1894.
De retour en France en 1905, il prend part à des affaires plus ou moins régulières qui portent préjudice à son père — qui est accusé de favoriser son fils quand celui-ci traite avec l'intendance militaire — et qui l'associent à un certain Le François, condamné pour escroquerie en 1910. Brouillés en raison de ces mauvais choix, « le Tigre » et son fils ne se réconcilient définitivement qu'en 1914, au moment où Michel part pour la Première Guerre mondiale.
Travaillant en Hongrie, il y épouse en 1901 Ida Michnay (1882-1983), ils auront deux fils. En secondes noces à Paris le 9 novembre 1922, il épouse Augusta de Clynsen (1897-1972) ; puis en troisièmes noces à Paris le 30 juillet 1931 Anette Smith (1887-1964) et enfin en 1963 à Paris en quatrièmes noces Madeleine Marcelle Blanche Durand (1909-2004), :
- Michel Clemenceau épouse Ida Michnay.
  - Georges Michel II Clemenceau (1902-1976), diamantaire, maire de La Réorthe. Le 30 juillet 1927 à Louveciennes, il épouse Jane Lucy Rosenau (1901-1985), fille de M. Rosenau et de Mme née Hainemann, d'où deux filles (Françoise et Marie).
  - Pierre Clemenceau (1904-1995), négociant. Le 16 avril 1931 à Paris, il épouse Terka Gross (née en 1910), fille d'Edgar Gross et de Simone Bernhardt, arrière-petite-fille de la tragédienne Sarah Bernhardt, puis épouse en secondes noces Margaret Grunewald (1914-2005), le 14 décembre 1938 à La Nouvelle-Orléans.
    - (1) Georges Clemenceau (1932-2017) épouse Isabelle Carlut (1936-1996), d'où deux fils (Tristan[a] et Éric).
    - (1) Jean Clemenceau épouse Françoise Brumelot, d'où un fils (Thierry).
    - (2) Paul Clemenceau (1940) épouse Lisa Lowrance, d'où deux fils (Benjamin et Georges).
    - (2) Joan Missy épouse Mark C. Lueg.

### Guerres mondiales
Lieutenant interprète au corps colonial de la 6e armée, Michel Clemenceau est blessé le 21 août 1914 lors d'un affrontement avec un uhlan. Remis de sa blessure, il rejoint l'état-major de son corps d'armée avec le grade de capitaine.
En septembre 1918, il fait partie du premier bataillon à entrer dans Saint-Mihiel. À la fin de la guerre, il est promu commandant et nommé officier de la Légion d'honneur.
Grâce à un ami de son père, Nicolas Pietri, il trouve une place d'agent dans la firme britannique d'armement Vickers, alors contrôlée par le marchand d'armes millionnaire Basil Zaharoff, qui en 1917 avait offert à son père, « ès-qualités » de président du Conseil, une Rolls-Royce… que le gouvernement français voulut récupérer lorsque celui-ci quitta le pouvoir en 1920. Mais Michel Clemenceau conserva cette voiture après la mort de son père.
« À mon fils, qui aura des devoirs après ma mort. »
(dédicace de Georges Clemenceau à son fils sur un de ses ouvrages, Démosthène, publié en 1925).
De 1927 à 1929, Michel Clemenceau fait construire la maison dite « la Grange-Batelière » à Moret-sur-Loing en Seine-et-Marne, en bord de rivière, au toit recouvert de chaume comme les bourrines des marais vendéens, qu'il destine à la retraite à son père, qui, ayant vendu sa maison de Bernouville (Eure) et n'ayant pas voulu occuper un meublé — même national — resta 34 ans et jusqu'à sa mort (24 novembre 1929) locataire du petit appartement parisien de la rue Franklin, puis de la petite maison de Belébat à Saint-Vincent-sur-Jard en Vendée.
Il meuble et décore cette demeure avec des meubles, objets d'art — dont quelques épaves de la collection d'art asiatique provenant de son père — et divers souvenirs personnels de lui, ce qui permet à sa quatrième épouse, Madeleine Durand (1909-2004) avec qui il se marie en février 1963 à la mairie du 18e arrondissement de Paris, d'y créer un musée Clemenceau, qui fut dispersé en 250 lots à Fontainebleau le 12 février 2005.
Dans les années 1930, l'État acquit de son propriétaire, Amédée Luce de Trémont, châtelain à Avrillé (Vendée) la maison paternelle de Bélébat à Saint-Vincent-sur-Jard pour en faire le musée national qu'il est resté.
Dès le début de la Seconde Guerre mondiale, il rejoint l'armée, malgré son âge (65 ans), en tant qu'officier d'état-major du Deuxième Bureau chargé du renseignement ; après la défaite de 1940, il s'oppose au gouvernement de Vichy et l'exprime entre autres par une lettre de protestation à Philippe Pétain, chef de l'État français, le 22 août 1940. Dans une lettre ouverte en date du 17 février 1943 adressée à Pierre Laval, chef du gouvernement, il écrit : « Je ressens comme une affreuse injure à sa mémoire, cette tentative d'extraire des écrits de mon père, quelque chose qui ressemble à une approbation de votre politique et de vos agissements ». Il est alors arrêté le 9 mai 1943 et incarcéré à Fresnes puis Romainville, Compiègne et le camp de Royallieu.
Déporté en tant que « personnalité-otage » par le transport du 31 août 1943 de Paris au château d'Eisenberg, il est ensuite interné au château d'Itter dans le Tyrol autrichien, et est finalement libéré par les troupes américaines le 5 mai 1945, ce qui lui permet de revenir en France dès le lendemain de la capitulation allemande.

### Carrière politique

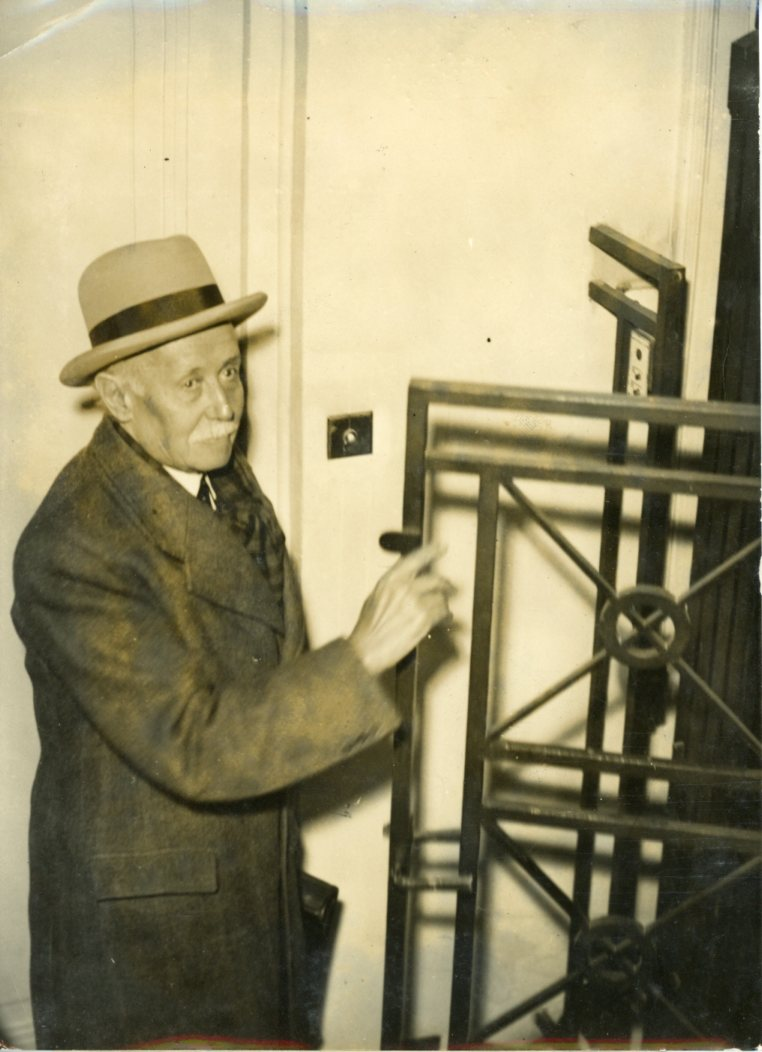
Michel Clemenceau vers 1950.

À la Libération, Michel Clemenceau est élu sous les couleurs du « Rassemblement social et antifasciste » puis d'un parti de droite, le Parti républicain de la liberté (PRL), pour représenter la Seine-et-Marne à la première puis à la seconde Assemblée nationale constituante (1945-1946). Il vote contre les projets de nationalisation des entreprises et s'oppose aux différents projets de constitution de la Quatrième République. S'étant présenté à la présidence du Gouvernement provisoire en janvier 1946, il est largement devancé par le socialiste Félix Gouin.
Michel Clemenceau est réélu député de Seine-et-Marne à l'Assemblée nationale lors des élections de novembre 1946. Président du PRL, il est le candidat de cette formation politique à l'élection présidentielle de 1947. Il n'obtient cependant que 60 voix sur 883.
En mars 1947, il est nommé juge titulaire à la Haute cour de justice, où il avait témoigné deux ans plus tôt contre le maréchal Pétain.
Candidat sur la liste du CNI (qui vient d'absorber le PRL), il est battu lors des élections législatives de 1951. Il se retire alors de la vie politique.

## Décorations
- Commandeur de la Légion d'honneur (11 juillet 1947)[6]
  -  Officier de la Légion d'honneur (7 juillet 1927)
  -  Chevalier de la Légion d'honneur (30 juillet 1916)
- Croix de guerre 1914–1918
- Croix militaire (GB)[7]
- Chevalier de l'ordre de la Couronne